# 刘柠昊
劉檸昊（1995年11月15日—），是中國內地男演員。他於山東省濰坊市出生，出道作品為2018年主演的青春校園劇集《我的蓋世英雄》，並與任宥綸、廖語辰、盧東旭等人合作。2020年，他參演芒果TV出品的校園劇《那年夏天的秘密》，並於劇中飾演一名內向的男學生，獲得劇組及觀眾之好評。

## 演出作品

### 電影
| 年份   | 電影名       | 角色 |
| ------ | ------------ | ---- |
| 2019年 | 《大鬧東海》 | 凌峯 |

### 電視劇
| 首播年份 | 劇名               | 角色   |
| -------- | ------------------ | ------ |
| 2019年   | 《我的蓋世英雄》   | 古樂   |
| 2020年   | 《那年夏天的秘密》 | 萬維   |
| 2020年   | 《長安少年行》     | 白少謙 |
| 2021年   | 《掃黑風暴》       | 徐小山 |

## 外部連結
- 刘柠昊在豆瓣上的资料（简体中文）
- 刘柠昊的新浪微博